# Al-Misanna (Afrin)
Al-Misanna (arab. المسنة) – wieś w Syrii, w muhafazie Aleppo, w dystrykcie Afrin. W 2004 roku liczyła 20 mieszkańców.